# 吴岩 (作家)
吴岩（1962年—），男，满族，北京市人，博士生导师，科幻作家；南方科技大学人文科学中心教授，科学与人类想象力研究中心主任；中国科普作家协会科学文艺委员会副理事长；前世界华人科幻协会会长。

## 基本情况
1986年于北京师范大学心理学系，获得教育学学士学位；
1998年于北京师范大学教育管理学院，获得教育学硕士学位；
2003年于北京师范大学教育管理学院，获得管理学博士学位；
曾赴美国、比利时、澳大利亚、意大利、日本、香港和台湾等地区讲学或访问；

## 工作经历
1986年—1991年 北京师范大学教育管理学院助教
1991年—1999年 北京师范大学教育管理学院讲师
1999年—2009年 北京师范大学教育管理学院副教授
2003年—2017年 北京师范大学教授
2017年8月-至今 南方科技大学教授

## 研究方向及成果
从1991年起，在国内首创科幻文学课程。
著有《心灵探险》、《生死第六天》等长篇科幻小说和《领导心理学》、《教育管理学基础》、《科幻文学论纲》等学术著作。
作品获得过国家图书奖、中宣部“五个一”工程奖、中国科协全国科普奖、中国科幻小说银河奖等多个奖项，并被翻译成多种文字。
主持国家社会科学基金、北京教育科学规划和国家出版总署重点图书等科研项目；
曾主编“科幻文学理论和学科体系建设”、“科幻新概念理论丛书”、“国外科幻理论名著丛书”、“世界著名科学家科幻系列丛书”、“新空间科幻电影译丛”等丛书。